# أنخيل هرنانديز (منافس ألعاب قوى)
أنخيل هرنانديز (بالإسبانية: Ángel Hernández)‏ هو منافس ألعاب قوى إسباني، ولد في 15 أبريل 1966 في آبلة في إسبانيا.

## وصلات خارجية
- أنخيل هرنانديز على موقع الاتحاد الدولي لألعاب القوى (الإنجليزية)
- أنخيل هرنانديز على موقع اللجنة الأولمبية الدولية (الإنجليزية)
- أنخيل هرنانديز على موقع أوليمبيديا (الإنجليزية)